# مدیریت پسماند رادیواکتیوی سطح بالا

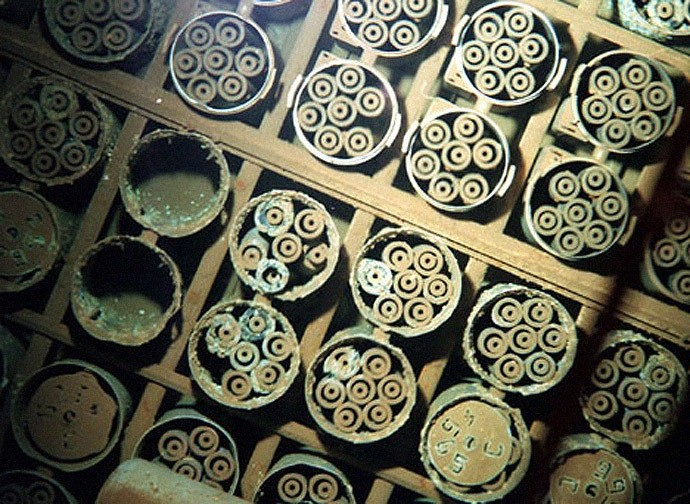
سوخت هسته ای را که در زیر آب نگه داشته شده و در سایت هانفورد در واشینگتن، ایالات متحده آمریکا ذخیره شده.

مدیریت پسماند رادیواکتیوی سطح بالا مربوط به نحوه برخورد با مواد رادیواکتیو ناشی از تولید انرژی هسته ای و جنگ‌افزار هسته‌ای است. زباله‌های رادیواکتیو حاوی ترکیبی از نوکلید‌های با نیم عمر کوتاه و نیم عمر طولانی و همچنین هسته‌های غیر رادیواکتیو هستند. گزارش شده حدود ۴۷۰۰۰ تن زباله هسته‌ای سطح بالا در سال ۲۰۰۲ در ایالات متحده ذخیره شده‌است.عنصرهای فرااورانیم پر دردسر ترین عناصر رادیواکتیو سطح بالا در سوخت مصرف شده عبارتند از: ایزوتوپ‌های نپتونیم (نیمه عمر دو میلیون سال) و پلوتونیوم-۲۳۹ (نیمه عمر بیست و چهارهزارسال سال) می‌باشند. در نتیجه، زباله‌های رادیواکتیوی سطح بالا نیاز به مدیریت پیشرفته دارد تا بتواند آنرا با موفقیت از زیست کره جدا کند. این امر معمولاً به زمان نیاز دارد، و پس از آن یک ترفند مدیریت طولانی مدت شامل ذخیره دائمی، دفع یا تبدیل زباله به شکل غیر سمی انجام می‌شود. واپاشی هسته‌ای از قانون نیمه عمر پیروی می‌کند، به این معنی که میزان پوسیدگی معکوس با مدت زمان پوسیدگی متناسب است. به عبارت دیگر، تابش ناشی از ایزوتوپ طولانی مدت مانند ید -۱۲۹ بسیار کمتر از ایزوتوپ‌های کوتاه مدت مانند ید ۱۳۱ بسیار شدید خواهد بود.
دولت‌ها در سراسر جهان طیف وسیعی از گزینه‌های مدیریت و دفع زباله را در نظر می‌گیرند، که معمولاً شامل مکان‌های زمین‌شناسی عمیق است، اگرچه پیشرفت کمی در اجرای راه حل‌های طولانی مدت مدیریت پسماند وجود داشته‌است. این تا حدودی به این دلیل است که بازه‌های زمانی مورد نظر هنگام برخورد با زباله‌های رادیواکتیو از ۱۰٫۰۰۰ تا میلیون‌ها سال متغیر است، مطابق مطالعات مبتنی بر تأثیر دوزهای تابش تخمینی.
بنابراین، مهندس و فیزیکدان هانس آلفون دو پیش شرط اساسی برای مدیریت مؤثر زباله‌های رادیواکتیوی سطح بالا را شناسایی کرد: (۱) سازندهای زمین‌شناسی پایدار و (۲) مؤسسات انسانی با ثبات طی صدها هزار سال. همان‌طور که آلفوین نشان می‌دهد، هیچ تمدن بشری شناخته شده‌ای تاکنون برای مدت طولانی عمر نکرده‌است، و هنوز هیچ شکل‌گیری زمین‌شناسی از اندازه کافی برای یک مخزن دائمی زباله‌های رادیواکتیو کشف نشده‌است که برای مدت طولانی پایدار بوده‌است. با این وجود، جلوگیری از مقابله با خطرات مرتبط با مدیریت پسماندهای رادیواکتیو ممکن است خطرات خنثی کننده ای با بزرگی بیشتر ایجاد کند. مدیریت ضایعات رادیواکتیو نمونه ای از تجزیه و تحلیل سیاست‌ها است که نیاز به توجه ویژه به نگرانی‌های اخلاقی دارد، که در سایه عدم اطمینان و آینده نگری بررسی می‌شود: در نظر گرفتن «تأثیر روش‌ها و فناوری‌ها بر روی نسل‌های آینده».
بحث در مورد آنچه باید یک بنیاد علمی و مهندسی قابل قبول برای پیشبرد ترفندهای دفع زباله‌های رادیواکتیو باشد تشکیل می‌شود. هستند کسانی که استدلال کرده‌اند، بر اساس نمونه‌های شبیه‌سازی ژئوشیمیایی پیچیده، که امتناع از کنترل مواد رادیواکتیو به فرایندهای ژئهیدرولوژیکی در بسته شدن مخزن یک خطر قابل قبول است. آنها معتقدند که به اصطلاح «آنالوگهای طبیعی» حرکت زیر زمینی رادیونوکلئیدها را مهار می‌کند، و دفع زباله‌های رادیواکتیو در سازندهای زمین‌شناسی پایدار را غیر ضروری می‌کند. با این حال، نمونه‌های موجود از این فرایندها به صورت تجربی کم تعریف شده‌اند: به دلیل ماهیت زیر زمینی چنین فرایندهای موجود در سازندهای زمین‌شناسی جامد، صحت نمونه‌های شبیه‌سازی رایانه با مشاهده تجربی تأیید نشده‌است، مطمئناً در دوره‌های زمانی معادل با نیمه عمر کشنده زباله‌های پرتوزا سطح بالا. از طرف دیگر، برخی اصرار دارند که مخازن ژئولوژیک ژرف در سازندهای زمین‌شناسی پایدار ضروری است. برنامه‌های مدیریت ملی کشورهای مختلف رویکردهای مختلفی را برای حل این بحث نشان می‌دهد.
محققان پیشنهاد می‌کنند که پیش‌بینی‌های مربوط به ضرر سلامتی برای چنین دوره‌های طولانی باید با دقت مورد بررسی قرار گیرد. مطالعات عملی فقط ۱۰۰سال را در نظر دارد تا برنامه‌ریزی مؤثر و ارزیابی هزینه. رفتار طولانی مدت پسماندهای رادیواکتیو موضوعی برای تحقیقات در حال انجام است. ترفندهای مدیریتی و برنامه‌های اجرای چندین دولت نماینده ملی در زیر شرح داده شده‌است.

## دفع زمین‌شناسی
پانل بین‌المللی مواد شکافتی گفته‌است:
به‌طور گسترده‌ای پذیرفته شده‌است که صرف سوخت هسته ای و پردازش سطح بالا و زباله‌های پلوتونیوم برای دوره‌های مختلف از ده‌ها هزار تا یک میلیون سال به انبارداری مناسب نیاز دارند تا انتشارات رادیواکتیویته موجود در محیط به حداقل برسد. ضمانت‌های امنیتی نیز لازم است تا اطمینان حاصل شود که نه پلوتونیوم و نه اورانیوم بسیار غنی شده برای استفاده از سلاح منحرف نمی‌شوند. توافق کلی وجود دارد مبنی بر اینکه قرار دادن سوخت هسته ای صرف شده در مخازن صدها متر زیر سطح می‌تواند از ذخیره نامحدود سوخت مصرف شده روی سطح امن تر باشد.
روند انتخاب مخازن دائمی مناسب برای زباله‌های سطح بالا و سوخت مصرف شده در حال حاضر در چندین کشور در حال انجام است که اولین انتظار می‌رود پس از سال ۲۰۱۷ به بهره‌برداری برسد. مفهوم اصلی این است که برای پیدا کردن یک سازه زمین‌شناسی بزرگ و پایدار و استفاده از فناوری معدن برای حفاری یک تونل یا دستگاه حفاری تونل با اندازه بزرگ (مشابه نمونه‌هایی که برای حفر تونل مانش از انگلیس به فرانسه استفاده می‌شود) برای حفاری شافت ۵۰۰–۱۰۰۰ متری از سطحی که در آن اتاق‌ها یا طاق‌ها برای دفع زباله‌های سطح رادیواکتیو سطح بالا قابل حفاری هستند. هدف این است که به‌طور دائم زباله‌های هسته ای را از محیط انسانی جدا کنیم. با این حال، بسیاری از مردم با قطع مباشرت فوری این سیستم ناراحت هستند، و این نشان می‌دهد که مدیریت و نظارت مداوم محتاطانه تر خواهد بود.
از آنجا که برخی از گونه‌های رادیواکتیو نیمه عمر طولانی‌تر از یک میلیون سال دارند، حتی باید نشت ظرف بسیار کم و میزان مهاجرت رادیونوکلئید در نظر گرفته شود. علاوه بر این، ممکن است بیش از یک‌نیمه عمر لازم داشته باشد تا زمانی که برخی از مواد هسته ای رادیواکتیوی کافی را از دست بدهند تا دیگر به موجودات زنده کشنده نشوند. با بررسی سال ۱۹۸۳ برنامه دفع زباله‌های رادیواکتیو سوئد توسط دانشکده ملی علوم، مشخص شد که برآورد کشور از چند صد هزار سال - شاید تا یک میلیون سال - برای جداسازی زباله «کاملاً موجه» است.
روش پیشنهادی برای دفع زباله‌های فرورانش مبتنی بر زمین، زباله‌های هسته ای را در منطقه فرورانش قابل دسترسی از زمین دفع می‌کند، و بنابراین با توافق بین‌المللی ممنوع نیست. این روش به عنوان ابزاری مناسب برای دفع زباله‌های رادیواکتیو، و به عنوان یک فناوری پیشرفته در دفع زباله‌های هسته ای توصیف شده‌است.
در طبیعت، شانزده مخزن در معدن اوکلو در گابن کشف شد که در آن واکنشهای شکافت هسته ای طبیعی ۱٫۷ میلیارد سال پیش رخ داده‌است. محصولات شکافت موجود در این سازندهای طبیعی کمتر از ۱۰ حرکت کرده‌اند اگرچه عدم حرکت ممکن است بیشتر به دلیل احتباس در ساختار اورانینیت باشد تا عدم حلالیت و جذب آن از حرکت آب زیرزمینی. کریستال‌های اورانیت در اینجا بهتر از آنهایی که در سوخت هسته‌ای مصرف‌شده به دلیل واکنش هسته ای کامل نگهداری می‌شوند، به طوری که محصولات واکنش کمتر در معرض حمله آبهای زیرزمینی قرار می‌گیرند.
دفع سوراخ حفاری افقی پیشنهادهایی برای حفاری بیش از یک کیلومتر به صورت عمودی و دو کیلومتر به صورت افقی در پوسته زمین را به منظور دفع اشکال زباله‌های سطح بالا مانند سوخت هسته ای مصرف شده، سزیم ۱۳۷ یا استرانسیم ۹۰ ارائه می‌دهد. بعد از جابجایی و دوره بازیابی،  سوراخ‌های حفاری مجدداً پر شده و پلمپ می‌شوند. یک سلسله آزمایشات این فناوری در نوامبر سال ۲۰۱۸ و سپس دوباره در ژانویه ۲۰۱۹ توسط یک شرکت خصوصی مستقر در آمریکا انجام شد. در این آزمایش، قرار گرفتن یک قوطی آزمایش در یک دریلچه افقی و بازیابی همان قوطی نشان داده شده‌است. هیچ زباله سطح بالایی واقعی در این آزمایش استفاده نشده‌است.

## مواد دفع زمین‌شناسی
برای ذخیره زباله‌های رادیواکتیوی سطح بالا در انبارهای زمین‌شناسی طولانی مدت، باید از قالب‌های خاص زباله استفاده شود که باعث می‌شود رادیواکتیویته از بین برود در حالی که مواد برای هزاران سال حفظ تمامیت خود را حفظ می‌کنند. مواد مورد استفاده می‌توانند به چند طبقه تقسیم شوند: فرم‌های زباله‌های شیشه ای، فرم‌های زباله‌های سرامیکی و مواد نانوساختار شده.
شیشه‌شدگی شامل شیشه‌های بورسیلیکات و لیوان‌های فسفات است. در بسیاری از کشورهایی که تولیدکننده انرژی هسته ای هستند یا دارای سلاح هسته ای هستند، از عینک زباله هسته ای بوروسیلیکات در مقیاس صنعتی برای بی حرکت کردن ضایعات رادیواکتیوی سطح بالا استفاده می‌شود. اشکال زباله‌های شیشه ای این مزیت را دارند که می‌توانند طیف گسترده‌ای از ترکیبات زباله را در خود جای دهند، مقیاس آنها تا حد زیادی با پردازش صنعتی امکان‌پذیر است و در مقابل آشفتگی‌های حرارتی، تابشی و شیمیایی پایدار هستند. این عینک‌ها با اتصال عناصر رادیواکتیو به عناصر تشکیل دهنده غیر شیشه شیشه ای کار می‌کنند. شیشه‌های فسفات در حالی که به صورت صنعتی مورد استفاده قرار نمی‌گیرند، میزان انحلال بسیار کمتری نسبت به عینک‌های بوروسیلیکات دارند که آنها را به گزینه مطلوب تری تبدیل می‌کند. با این حال، هیچ ماده فسفات واحدی توانایی پذیرش تمامی محصولات رادیواکتیو را ندارد، بنابراین ذخیره فسفات نیاز به پردازش بیشتر برای جدا کردن زباله‌ها به بخش‌های مجزا دارد. هر دو شیشه باید در دمای بالا مورد پردازش قرار گیرند و آنها را برای بعضی از عناصر رادیوتوکسیک بی تاب تر غیرقابل استفاده کند.
قالب‌های ضایعات سرامیکی بارهای زباله بالاتری را نسبت به گزینه‌های شیشه ارائه می‌دهند زیرا سرامیک از ساختار کریستالی برخوردار است. همچنین، شباهت‌های معدنی قالب‌های زباله‌های سرامیکی شواهدی برای دوام طولانی مدت ارائه می‌دهند. با توجه به این واقعیت و این واقعیت که می‌توان آنها را در دماهای پایین‌تر پردازش کرد، غالباً سرامیک‌ها به شکل زباله‌های رادیواکتیوی سطح بالا نسل بعدی در نظر گرفته می‌شوند. فرم‌های زباله سرامیکی پتانسیل بسیار خوبی را ارائه می‌دهد، اما تحقیقات زیادی هنوز انجام نشده‌است.

## برنامه‌های مدیریت ملی
فنلاند، ایالات متحده و سوئد پیشرفته‌ترین در ایجاد مخزن عمیق برای دفع زباله‌های رادیواکتیوی سطح بالا هستند. کشورها در برنامه‌های خود برای دفع مستقیم سوخت مورد استفاده مستقیم یا پس از پردازش مجدد متفاوت هستند، به این ترتیب فرانسه و ژاپن تعهد گسترده‌ای برای پردازش مجدد دارند. وضعیت خاص کشور از برنامه‌های مدیریت زباله سطح بالا در زیر شرح داده شده‌است.
در بسیاری از کشورهای اروپایی (به عنوان مثال، انگلیس، فنلاند، هلند، سوئد و سوئیس) محدودیت خطر یا دوز برای یک عضو از عموم مردم در معرض تابش از تأسیسات زباله هسته ای آینده در سطح بالا به‌طور قابل توجهی دقیق تر از آنچه پیشنهاد شده توسط کمیسیون بین‌المللی حفاظت از تشعشعات یا پیشنهادی در ایالات متحده است. حدود اروپا اغلب سختگیرانه تر از استانداردی است که در سال ۱۹۹۰ توسط کمسیون بین‌المللی حفاظت از تشعشعات با ضریب ۲۰ و در عکس ده برابر سخت‌تر از استانداردی که توسط آژانس حفاظت از محیط زیست آمریکا برای هسته ای کوه یوکا پیشنهاد شده‌است، دقیق تر است. مخزن زباله برای ۱۰٫۰۰۰ سال اول پس از بسته شدن علاوه بر این، استاندارد پیشنهادی سازمان حفاظت محیط زیست ایالات متحده برای بیش از ۱۰٫۰۰۰ سال ۲۵۰ برابر بیشتر از حد مجاز اروپا است.
کشورهایی که بیشترین پیشرفت را به سمت مخزن زباله‌های پرتوزا در سطح بالا انجام داده‌اند، معمولاً با مشاوره‌های عمومی آغاز شده و نشستن داوطلبانه را یک شرط ضروری کرده‌اند. اعتقاد بر این است که این رویکرد جستجوی اجماع شانس موفقیت بیشتری نسبت به روشهای تصمیم‌گیری از بالا به پایین دارد، اما این روند لزوماً کند است و "تجربه ناکافی در سراسر جهان وجود دارد تا بدانیم آیا در همه هسته‌های موجود و مشتاق موفقیت خواهد داشت یا خیر.
علاوه بر این، اکثر جوامع نمی‌خواهند میزبان مخازن زباله هسته ای باشند زیرا آنها «نگران هستند که جامعه آنها به هزاران سال تبدیل به سایت فاضلاب زباله‌ها، عواقب بهداشتی و زیست‌محیطی ناشی از حادثه و پایین آمدن ارزش املاک شود».

### آسیا

#### چین
در جمهوری خلق چین، ده رآکتور حدود ۲٪ برق و پنج مورد دیگر نیز در دست ساخت هستند. در دهه ۱۹۸۰ چین متعهد شد تا دوباره پردازش شود. یک کارخانه آزمایشی در لانژو، که در آن یک تأسیسات ذخیره سوخت موقت صرف شده ساخته شده‌است، در حال ساخت است. دفع زمین‌شناسی از سال ۱۹۸۵ مورد مطالعه قرار گرفته‌است و یک مخزن زمین‌شناسی عمیق دائمی در سال ۲۰۰۳ توسط قانون لازم بود. سایت‌های استان گانسو در نزدیکی صحرای گبی در شمال غربی چین تحت بررسی قرار گرفته‌است، پیش‌بینی می‌شود سایت نهایی تا سال ۲۰۲۰ انتخاب شود و تا سال ۲۰۵۰ دفع واقعی آن انجام شود.

#### تایوان
در جمهوری چین تایپه، تأسیسات ذخیره‌سازی زباله‌های هسته ای در نوک جنوبی جزیره ارکید در شهرستان تایتونگ، در خارج از ساحل جزیره تایوان ساخته شده‌است. این تأسیسات در سال ۱۹۸۲ ساخته شده‌است و متعلق به شرکت برق تایوان است. این مرکز از سه نیروگاه هسته ای فعلی تایپاور زباله‌های هسته ای دریافت می‌کند. اما به دلیل مقاومت شدید جامعه محلی در این جزیره، پسماندهای هسته ای باید در خود نیروگاه‌ها ذخیره شوند.

#### هندوستان
هند چرخه سوخت بسته‌ای را اتخاذ کرد که شامل پردازش مجدد و بازیافت سوخت مصرف شده‌است. پردازش مجدد باعث می‌شود ۲–۳٪ از سوخت مصرف شده در حالی که مابقی بازیافت می‌شود به زباله می‌رود. سوخت زباله، که به عنوان ضایعات مایع سطح بالایی نامیده می‌شود، از طریق شیشه زدایی به شیشه تبدیل می‌شود. پسماندهای تصفیه شده برای مدت خنک‌کننده برای مدت زمان ۳۰–۴۰ سال ذخیره می‌شوند.
شانزده رآکتور هسته ای حدود ۳ درصد برق هند را تولید می‌کنند و هفت مورد دیگر نیز در دست ساخت هستند. سوخت مصرفی در ترومبی در نزدیکی بمبئی، در تاراپور در ساحل غربی شمال بمبئی و در کالپاکام در سواحل جنوب شرقی هند پردازش می‌شود. پلوتونیوم در یک رآکتور پرورش دهنده سریع (در حال ساخت) برای تولید سوخت بیشتر مورد استفاده قرار می‌گیرد و سایر زباله‌های ضدعفونی شده در تاراپور و ترومبی استفاده می‌شود. مدت زمان نگهداری موقت به مدت ۳۰ سال پیش‌بینی می‌شود، با دفع نهایی در یک مخزن زمین‌شناسی عمیق در سنگهای بلوری در نزدیکی کلپاککم.

#### ژاپن
در سال ۲۰۰۰، قانون خاص دفع مواد زائد رادیواکتیو، خواستار ایجاد یک سازمان جدید برای مدیریت سطح بالای زباله‌های رادیواکتیو شد، و بعداً در همان سال، سازمان مدیریت پسماندهای هسته ای ژاپن تحت نظر وزارت اقتصاد، تجارت تأسیس شد؛ و صنعت ژاپن مسئولیت انتخاب یک مکان مخزن دائمی زمین‌شناسی عمیق، ساخت، بهره‌برداری و بسته شدن تأسیسات برای جابجایی پسماند تا سال ۲۰۴۰ را بر عهده دارد. انتخاب سایت از سال ۲۰۰۲ آغاز شد و اطلاعات برنامه به ۳٬۲۳۹ شهرداری ارسال شد، اما تا سال ۲۰۰۶، هیچ دولت محلی داوطلب نبود میزبان این مرکز بود. استان کوچی در سال ۲۰۰۷ علاقه نشان داد، اما شهردار آن به دلیل مخالفت محلی استعفا داد. در دسامبر ۲۰۱۳، دولت تصمیم گرفت قبل از نزدیک شدن به شهرداری‌ها، مناطق نامزدی مناسب را شناسایی کند.
رئیس شورای علمی دانشمندان ژاپن گفت شرایط زمین لرزه ای ژاپن پیش‌بینی شرایط زمین در ۱۰۰۰۰۰سال لازم را دشوار می‌کند، بنابراین متقاعد کردن مردم از امنیت دفع زمین‌شناسی عمیق غیرممکن خواهد بود.

### اروپا

#### بلژیک
بلژیک دارای هفت رآکتور هسته ای است که حدود ۵۲٪ از برق خود را تأمین می‌کند. سوخت بلژیک در ابتدا برای پردازش مجدد در فرانسه ارسال شد. در سال ۱۹۹۳، پردازش مجدد پس از قطعنامه پارلمان بلژیک به حالت تعلیق درآمد. سوخت مصرف شده از زمان ذخیره در نیروگاه‌های هسته ای است. دفع عمیق زباله‌های رادیواکتیوی سطح بالا بیش از ۳۰ سال در بلژیک مورد مطالعه قرار گرفته‌است. آزمایشگاه تحقیقاتی زیرزمینی هادس در سازه بوم در سایت مول ۲۲۳متر است. آژانس بلژیک برای زباله‌های رادیواکتیو را آغاز می‌کند، اداره می‌شود. مدیریت. در بلژیک، نهاد نظارتی مسئول هدایت و تأیید مجوز، آژانس کنترل هسته ای فدرال است که در سال ۲۰۰۱ ایجاد شده‌است.

#### فنلاند
در سال ۱۹۸۳، دولت تصمیم گرفت تا سال ۲۰۱۰ سایتی را برای مخزن دائمی انتخاب کند. با چهار رآکتور هسته ای ارائه ۲۹ درصد از برق خود، فنلاند در سال ۱۹۸۷ تصویب قانون انرژی هسته ای ساخت تولید زباله‌های رادیواکتیو مسئول اختیار خود، موضوع را به الزامات آن سازمان تابش و ایمنی هسته ای و حق وتو، به محلی داده دولتهایی که یک مخزن پیشنهادی در آن قرار دارد. تولیدکنندگان زباله‌های هسته ای شرکت پوزویا را با مسئولیت انتخاب سایت، ساخت و بهره‌برداری از یک مخزن دائمی سازماندهی کردند. اصلاحات در سال ۱۹۹۴ به موجب قانون، نیاز به دفع نهایی سوخت مصرف شده در فنلاند، ممنوعیت واردات یا صادرات زباله‌های رادیواکتیو را داشت.
ارزیابی زیست‌محیطی چهار سایت در ۱۹۹۸–۱۹۹۷رخ داده‌است، پوزویا را انتخاب کرد نیروگاه هسته‌ای اولکیلوتو سایت نزدیک دو رآکتور موجود، و دولت محلی آن را در سال ۲۰۰۰ تأیید شده‌است. پارلمان فنلاند در سال ۲۰۰۱ یک مخزن زمین‌شناسی ژرف را در بستر آذرین با عمق حدود ۵۰۰ متر به تصویب رساند. مفهوم مخزن شبیه به مدل سوئدی است که ظروف آن باید در مس پوشیده شده و در زیر میز آب که از سال ۲۰۲۰ آغاز می‌شود دفن شوند. یکی از تأسیسات خصوصی‌سازی زیرزمینی، انبارو که مخزن سوخت هسته ای را صرف کرد، در سال ۲۰۱۲ در محل در حال ساخت بود.

#### فرانسه
با داشتن ۵۸ رآکتور هسته ای در حدود ۷۵٪ از برق این کشور، بالاترین درصد از هر کشور، فرانسه از زمان معرفی نیروی هسته ای در آنجا مجدداً پردازش سوخت رآکتور خود را صرف کرده‌است. برخی از پلوتونیوم‌های فرآوری شده برای ساختن سوخت استفاده می‌شوند، اما بیشتر از آنکه به عنوان سوخت رآکتور بازیافت شود، تولید می‌شود. فرانسه همچنین سوخت مصرفی برای سایر کشورها را دوباره پردازش می‌کند، اما زباله‌های هسته ای به کشور مبدأ بازگردانده می‌شوند. زباله‌های رادیواکتیو از پردازش دوباره سوخت مصرف شده فرانسوی، طبق قانون مصوب ۱۹۹۱ که یک دوره ۱۵ ساله برای انجام تحقیقات مدیریت پسماندهای رادیواکتیو ایجاد کرده‌است، قرار است در یک مخزن زمین‌شناسی دفع شوند. دفع در سازندهای زمین‌شناسی ژرف توسط آژانس فرانسوی برای مدیریت پسماندهای رادیواکتیو در آزمایشگاه‌های تحقیقاتی زیرزمینی مورد مطالعه قرار می‌گیرد.
سه سایت برای دفع زمین‌شناسی عمیق احتمالی در خاک رس در نزدیکی مرز موز و اوت-مارن، در نزدیکی باغ و در وین مشخص شد. در سال ۱۹۹۸، دولت آزمایشگاه تحقیقاتی زیرزمینی Meuse / Haute Marne، محلی در نزدیکی Meuse / Haute-Marne را تصویب کرد و سایرین را از بررسی بیشتر حذف کرد. قانونگذاری در سال ۲۰۰۶ برای مجوز یک مخزن تا سال ۲۰۲۰ پیشنهاد شد، با عملیات پیش‌بینی شده در سال ۲۰۳۵.

#### آلمان
سیاست زباله‌های هسته ای در آلمان در حال جریان است. برنامه‌ریزی آلمان برای یک مخزن زمین‌شناسی دائمی در سال ۱۹۷۴ آغاز شد، با تمرکز بر گنبد نمکی گورلبن، یک معدن نمکی در نزدیکی گورلین در حدود ۱۰۰ کیلومتری شمال شرقی براونشویگ است. این سایت در سال ۱۹۷۷ با برنامه‌ریزی برای کارخانه پردازش مجدد، مدیریت مصرف سوخت و امکانات دفع دائمی در یک سایت واحد اعلام شد. برنامه‌های کارخانه پردازش مجدد در سال ۱۹۷۹ از بین رفت. در سال ۲۰۰۰، دولت و خدمات فدرال موافقت کردند که تحقیقات زیرزمینی را برای ۳ تا ۱۰ سال به حالت تعلیق درآورد و دولت متعهد شد که به کار خود از انرژی هسته ای پایان دهد و یک رآکتور را در سال ۲۰۰۳ ببندد.

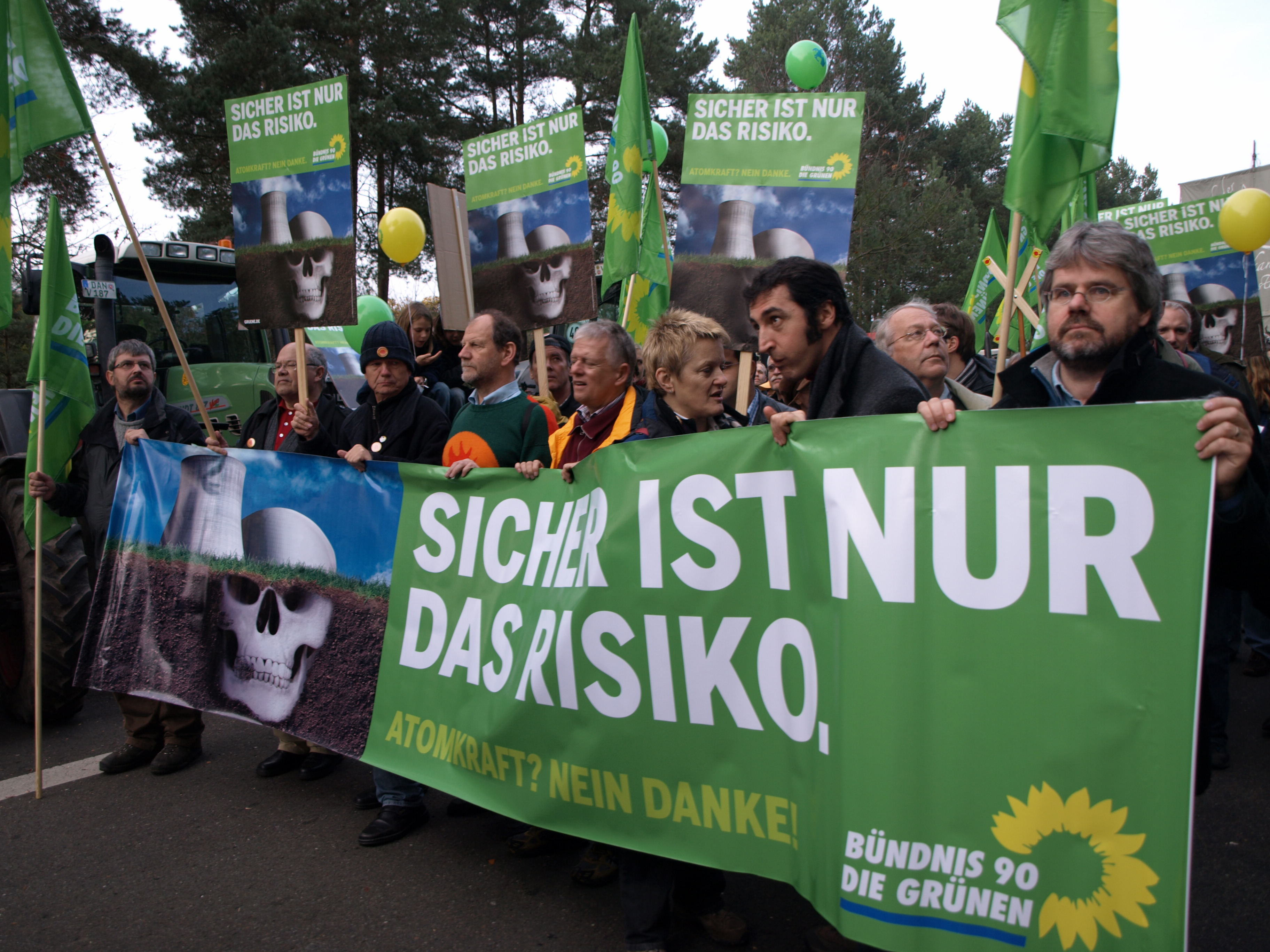
اعتراض ضد هسته ای در نزدیکی مرکز دفع زباله‌های هسته ای در گورلبن در شمال آلمان

در همین حال، تأسیسات برقی در حال انتقال سوخت مصرف شده به انبارهای موقت در گورلین، لوبمین و آهوس هستند تا زمانی که امکان ذخیره‌سازی موقت در نزدیکی سایت‌های رآکتور ایجاد شود. پیش از این، سوخت مصرفی برای پردازش مجدد به فرانسه یا انگلیس ارسال می‌شد، اما این عمل در ژوئیه ۲۰۰۵ پایان یافت.

#### هلند
(سازمان مرکزی پسماندهای رادیواکتیو) شرکت پردازش و ذخیره‌سازی زباله‌های هسته ای موقت هلند در فلیسینگن است، که زباله‌های تولید شده در تنها نیروگاه هسته ای باقی مانده خود را پس از پردازش مجدد در لاهه، مانچه، نرماندی، فرانسه. تا زمانی که مجلس هلند تصمیم بگیرد که با زباله‌ها چه کار کند، در سازمان مرکزی که در حال حاضر صد سال مجوز فعالیت برای آن باقی مانده، خواهد ماند. از اوایل سال ۲۰۱۷، هیچ برنامه ای برای تأسیسات دفع دائمی وجود ندارد.

#### روسیه
در روسیه، وزارت انرژی اتمی مسئولیت ۳۱ رآکتور هسته ای است که حدود ۱۶٪ از برق آن را تولید می‌کند. وزارت انرژی همچنین مسئول پردازش مجدد و دفع زباله‌های رادیواکتیو از جمله بیش از ۲۵٫۰۰۰ تن سوخت هسته ای مصرف شده در ذخیره‌سازی موقت در سال ۲۰۰۱ است.
روسیه سابقه طولانی در پردازش مجدد سوخت مصرف شده برای مقاصد نظامی را دارد و قبلاً برنامه‌ریزی شده بود تا سوخت مصرف شده وارد شده را دوباره پردازش کند، احتمالاً شامل برخی از ۳۳۰۰۰ تن سوخت مصرفی انباشته شده در سایت‌های سایر کشورهایی که از آمریکا سوخت دریافت کرده‌اند، که در اصل ایالات متحده بود. متعهد به عقب‌نشینی شدند، مانند برزیل، جمهوری چک، هند، ژاپن، مکزیک، اسلوونی، کره جنوبی، سوئیس، تایوان و اتحادیه اروپا.
در سال ۱۹۹۱ قانون حفاظت از محیط زیست واردات مواد رادیواکتیو برای نگهداری طولانی مدت یا دفن در روسیه ممنوع است، اما قانون بحث‌برانگیز برای اجازه واردات برای ذخیره‌سازی دائمی توسط پارلمان روسیه تصویب شد و در سال ۲۰۰۱ توسط رئیس‌جمهور پوتین به امضا رسید. در طولانی مدت، طرح روسیه برای دفع زمین‌شناسی ژرف است. بیشترین توجه به مکانهایی که زباله‌ها در انبار موقت در مایاک، در نزدیکی چلیابینسک در کوه‌های اورال و گرانیت در کراسنویارسک در سیبری جمع شده‌اند، مورد توجه قرار گرفته‌است.

#### اسپانیا
اسپانیا دارای پنج نیروگاه هسته ای فعال با هفت رآکتور است که ۲۱ درصد از برق این کشور را در سال ۲۰۱۳ تولید کرده‌اند. علاوه بر این، از دو کارخانه بسته قدیمی قدیمی، میراث سطح بالایی نیز وجود دارد. بین سال‌های ۲۰۰۴ و ۲۰۱۱، یک اقدام دو طرفه از دولت اسپانیا ساخت یک مرکز ذخیره‌سازی متمرکز موقت، مشابه مفهوم سازمان مرکزی هلند را ارتقا داد. در اواخر سال ۲۰۱۱ و اوایل سال ۲۰۱۲ چراغ سبز نهایی داده شد، پس از یک فرایند مناقصه رقابتی خریداری شد. این تسهیلات در ابتدا به مدت ۶۰ سال مجاز خواهد بود.
با این حال، اندکی قبل از شروع برنامه‌ریزی برای شروع کار در سال ۲۰۱۵، این پروژه به دلیل ترکیبی از مشکلات زمین‌شناسی، فنی، سیاسی و زیست‌محیطی متوقف شد. تا اواخر سال ۲۰۱۵، دولت منطقه ای آن را «منسوخ» می‌دانست. از اوایل سال ۲۰۱۷، این پروژه هنوز عملی نشده‌است، اما همچنان منجمد می‌ماند و به زودی هیچ اقدام دیگری پیش‌بینی نمی‌شود. در همین حال، سوخت هسته ای مصرف شده و سایر زباله‌های سطح بالا در استخرهای گیاهان نگهداری می‌شود، و همچنین در محل ذخیره مخزن خشک در گاروشن و تریلو نگهداری می‌شود.
از اوایل سال ۲۰۱۷، هیچ برنامه ای برای یک مرکز دفع دائمی سطح بالا نیز وجود ندارد. زباله‌های سطح متوسط و متوسط در تأسیسات استان کوردوبا ذخیره می‌شود.

#### سوئد
در سوئد، از سال ۲۰۰۷، ده رآکتور هسته ای کارگر وجود دارد که حدود ۴۵٪ از برق آن را تولید می‌کنند. دو رآکتور دیگر در بارسبوک در ۱۹۹۹ و ۲۰۰۵ تعطیل شدند. با ساخت این رآکتورها ، انتظار می‌رفت سوخت هسته ای آنها در یک کشور خارجی دوباره پردازش شود و زباله‌های پردازش مجدد به سوئد بازگردانده نشوند. بعداً، ساخت کارخانه پردازش مجدد داخلی در نظر گرفته شد، اما هنوز ساخته نشده‌است.
تصویب قانون تصویب سال ۱۹۷۷ مسئولیت مدیریت پسماندهای هسته ای را از دولت به صنعت هسته ای منتقل کرد و به اپراتورهای رآکتور ملزم کرد که برای دستیابی به مجوز عملیاتی، برنامه قابل قبولی برای مدیریت پسماند با «ایمنی مطلق» ارائه دهند. در اوایل سال ۱۹۸۰، پس از فروپاشی جزیره سه مایل در ایالات متحده، همه‌پرسی در مورد استفاده آینده از انرژی هسته ای در سوئد برگزار شد. در اواخر سال ۱۹۸۰، پس از برگزاری همه‌پرسی سه سؤال نتایج مختلط، پارلمان سوئد تصمیم گرفت رآکتورهای موجود را تا سال ۲۰۱۰ فاز کند.  در سال ۲۰۱۰، دولت سوئد برای ساخت رآکتورهای هسته ای جدید گشود. واحدهای جدید فقط می‌توانند در سایتهای انرژی هسته ای موجود، اسکارامن، رینگالز یا فورسارک احداث شوند و فقط برای جایگزینی یکی از رآکتورهای موجود، باید برای راه اندازی مجدد آن خاموش شود.
شرکت مدیریت سوخت و زباله هسته ای سوئد در سال ۱۹۸۰ ایجاد شد و مسئولیت دفع نهایی زباله‌های هسته ای در آنجا است. این شامل بهره‌برداری از یک مرکز ذخیره‌سازی قابل بازیافت کنترل شده، مرکز ذخیره‌سازی موقت مرکزی برای استفاده از سوخت هسته ای صرف شده در اسکاشهامن، در حدود ۱۵۰ مایلی جنوب استکهلم در سواحل بالتیک است. حمل و نقل سوخت مصرفی؛ و ساخت مخزن دائمی فروشگاه لوازم سوئدی قبل از انتقال آن به تأسیسات در اسکورشام، مدت یک سال در محل رآکتور خرج کرده و در آنجا در غارهای گودبرداری پر از آب به مدت حدود ۳۰ سال قبل از انتقال به یک مخزن دائمی ذخیره می‌کند.
طراحی مفهومی یک مخزن دائمی تا سال ۱۹۸۳ تعیین شد و خواستار قرار دادن قوطی‌های آهنی مسی پوشیده شده در بستر گرانیتی در حدود ۵۰۰ متر زیر زمین شد. فضای اطراف قوطی‌ها با خشت بنتونیت پر خواهد شد. پس از بررسی شش مکان احتمالی برای یک مخزن دائمی، سه نفر برای تحقیقات بیشتر، در اوستامامار، تیرپ نامزد شدند.

#### سوئیس
سوئیس دارای پنج رآکتور هسته ای است که حدود ۴۳٪ از برق خود را در سال ۲۰۰۷ (۳۴٪ در سال ۲۰۱۵) تأمین می‌کند. برخی از سوخت‌های هسته ای سوئیسی که برای سوئیس استفاده شده‌اند برای پردازش مجدد در فرانسه و انگلستان فرستاده شده‌اند. بیشتر سوخت بدون پردازش مجدد ذخیره می‌شود. یک سازمان صنعتی یک مرکز ذخیره‌سازی موقت مرکزی برای سوخت هسته ای مصرف شده و ضایعات رادیواکتیوی سطح بالا، و تهویه زباله‌های رادیواکتیوی سطح پایین و زباله‌های سوزاندن را ایجاد و اداره می‌کند. سایر تأسیسات ذخیره موقت که سازمان را در پیش رو دارند، در سوئیس فعالیت خود را ادامه می‌دهند.
برنامه سوئیس گزینه‌هایی را برای قرار گرفتن در یک مخزن عمیق برای دفع زباله‌های رادیواکتیوی سطح بالا و ضایعات سطح پایین و متوسط در نظر گرفته‌است. ساخت مخزن تا قبل از این قرن پیش‌بینی نشده‌است. تحقیقات در مورد سنگ رسوبی (به ویژه اوپالینوس خشت) در آزمایشگاه سنگ مونت تری سوئیس انجام می‌شود. سایت آزمایش گریمزل، یک مرکز قدیمی در سنگهای کریستالی نیز فعال است.

#### انگلیس
بریتانیا دارای ۱۹ رآکتور عامل است که حدود ۲۰٪ از برق آن را تولید می‌کند. این بخش عمده ای از سوخت مصرف شده خود را در سواحل شمال غربی در سراسر ایرلند پردازش می‌کند، جایی که پسماندهای هسته ای برای حداقل مدت ۵۰ سال قبل از دفع زمین‌شناسی عمیق عمیق، در قوطی‌های استیل ضدزنگ ضد گلدان و آب‌بندی شده در انبارهای استیل ضدزنگ قرار می‌گیرند. سواحل شمالی سابقه مشکلات زیست‌محیطی و ایمنی از جمله آتش‌سوزی در نیروگاه هسته ای در شیشه جلو اتومبیل و یک واقعه قابل توجه در سال ۲۰۰۵ در کارخانه اصلی پردازش اصلی را دارد.
در سال ۱۹۸۲ مدیریت اجرایی زباله‌های رادیواکتیو صنعت هسته ای با مسئولیت دفع زباله‌های هسته ای طولانی مدت تأسیس شد و در سال ۲۰۰۶ کمیته مدیریت پسماندهای رادیواکتیو وزارت محیط زیست، غذا و امور روستایی توصیه کرد دفع زمین‌شناسی ۱۰۰۰–۲۰۰ متر زیر زمین. یک مفهوم مخزن عمومی را بر اساس نمونه سوئدی توسعه داده‌است اما هنوز سایتی انتخاب نکرده‌است. یک سازمان انتقال هسته ای مسئولیت بسته‌بندی زباله‌ها از پردازش مجدد را بر عهده دارد

### آمریکای شمالی

#### کانادا
۱۸ نیروگاه هسته ای عامل در کانادا حدود ۱۶٪ از برق آن را در سال ۲۰۰۶ تولید کرد. در سال ۲۰۰۲ قانون ملی زباله‌های هسته ای توسط پارلمان کانادا تصویب شد و شرکتهای انرژی هسته ای را ملزم به ایجاد یک سازمان مدیریت پسماند برای پیشنهاد به دولت کانادا رویکردهای مدیریت پسماندهای هسته ای و اجرای رویکردی دانست که متعاقباً توسط دولت انتخاب شده‌است. این قانون مدیریت را به عنوان «مدیریت طولانی مدت با استفاده از انبار یا دفع، شامل حمل و نقل، درمان، تهویه یا حمل و نقل به منظور ذخیره یا دفع» تعریف می‌کند.
سازمان مدیریت پسماندهای هسته ای یک مطالعه و مشاوره سه ساله گسترده با کانادایی‌ها انجام داد. در سال ۲۰۰۵، آنها مدیریت فاز تطبیقی را توصیه کردند، رویکردی که بر روش‌های فنی و مدیریت تأکید داشت. روش فنی شامل جداسازی متمرکز و مهار سوخت هسته ای صرف شده در یک مخزن زمین‌شناسی عمیق در سازند سنگ مناسب، مانند گرانیت سپر کانادایی یا سنگهای رسوبی اردوویان است. همچنین توصیه می‌شود یک فرایند تصمیم‌گیری مرحله ای باشد که توسط یک برنامه یادگیری مداوم، تحقیق و توسعه پشتیبانی می‌شود.

#### ایالات متحده
قانون سیاست زباله هسته ای سال ۱۹۸۲ برنامه ای برای ساخت مخزن دائمی و زیرزمینی برای زباله‌های رادیواکتیوی با سطح بالا تا اواسط دهه ۱۹۹۰ ایجاد کرد و مقداری از ذخیره موقت زباله‌ها، از جمله سوخت مصرف شده از ۱۰۴ رآکتور هسته ای غیرنظامی را تولید کرد. حدود ۱۹٫۴٪ برق در آنجا. ایالات متحده در آوریل ۲۰۰۸ حدود ۵۶۰۰۰ تن سوخت مصرفی و ۲۰٫۰۰۰ قوطی پسماند جامد مرتبط با دفاع داشت و پیش‌بینی می‌شود تا سال ۲۰۳۵ این رقم به ۱۱۹٫۰۰۰ تن افزایش یابد. ایالات متحده تصمیم به مخزن زباله‌های هسته ای کوه یوکا گرفت که مخزن نهایی در کوه یوکا در نوادا بود، اما این پروژه با مخالفت گسترده‌ای روبرو شد که برخی از نگرانی‌های اصلی انتقال مسافت طولانی از زباله‌ها از سراسر ایالات متحده به این سایت است. حوادث و عدم قطعیت موفقیت در جداسازی زباله‌های هسته ای از محیط انسانی در ابدیت. کوه یوکا با ظرفیت ۷۰٫۰۰۰ تن زباله رادیواکتیو ، انتظار می‌رود در سال ۲۰۱۷ افتتاح شود. با این حال، دولت اوباما استفاده از این سایت را در پیشنهاد بودجه فدرال ایالات متحده در سال ۲۰۰۹، که تمام بودجه به جز آنچه برای پاسخ به سوالات کمسیون تنظیم مقررات هسته ای لازم است، حذف کرد، «در حالی که دولت استراتژی جدیدی را برای دفع زباله‌های هسته ای ترسیم می‌کند»، حذف کرد. در ۵ مارس ۲۰۰۹، استیون چو، وزیر انرژی، در جلسه سنا گفت: «سایت کوه یوکا دیگر به عنوان گزینه ای برای ذخیره زباله‌های رآکتور مشاهده نمی‌شود.» با شروع از سال ۱۹۹۹، زباله‌های هسته ای ناشی از نظامی در کارخانه خلبان زباله‌های جدا شده در نیومکزیکو وارد می‌شوند.

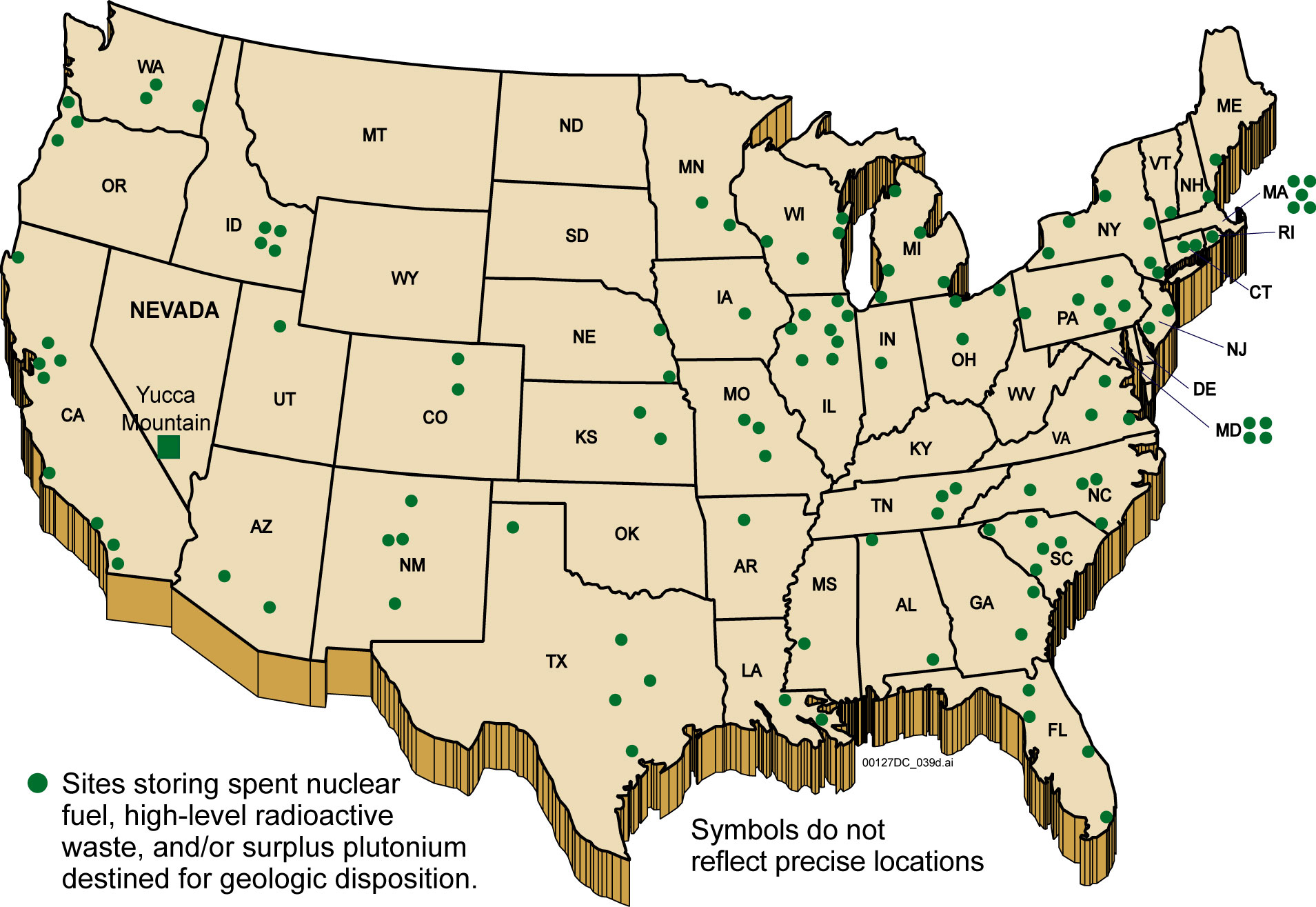
مکانهایی در سراسر ایالات متحده که در آن زباله‌های هسته ای ذخیره می‌شوند

از آنجا که کسری از اتم‌های رادیوایزوتوپ در واحد پوسیدگی به‌طور معکوس متناسب با نیمه عمر آن است، رادیواکتیویته نسبی مقداری از زباله‌های رادیواکتیو مدفون شده انسان به مرور زمان در مقایسه با رادیوایزوتوپ‌های طبیعی کاهش می‌یابد (مانند زنجیره‌های پوسیدگی ۱۲۰ تریلیون تن از تریوم و ۴۰ تریلیون تن اورانیوم که در غلظت نسبتاً کمی از قطعات در هر میلیون بر روی توده ۳ * ۱۰ ۱۹ تن پوسته وجود دارد). به عنوان مثال، در طی یک بازه زمانی هزاران ساله، پس از پوسیدگی فعال‌ترین رادیوایزوتوپ‌های نیمه عمر کوتاه، دفن زباله‌های هسته ای ایالات متحده باعث افزایش رادیواکتیویته در ۲۰۰ فوت برتر سنگ و خاک در ایالات متحده (۱۰ میلیون کیلومتر) در ۱۰ میلیون بیش از مقدار تجمعی از رادیو ایزوتوپ طبیعی در چنین حجم، اگر چه مجاورت سایت یک غلظت به مراتب بالاتر از رادیوایزوتوپهای مصنوعی زیرزمینی از جمله متوسط دارند.
باراک اوباما در یک یادداشت ریاست جمهوری در تاریخ ۲۹ ژانویه ۲۰۱۰، کمیسیون نوار آبی در مورد آینده هسته ای آمریکا (این کمیسیون) تأسیس کرد. این کمیسیون، متشکل از پانزده عضو، یک مطالعه دو ساله گسترده دربارهٔ دفع زباله‌های هسته ای را انجام داد، آنچه از آن به عنوان «پایان عقب» روند انرژی هسته ای یاد می‌شود. این کمیسیون سه فرعی تشکیل داد: فناوری چرخه رآکتور و سوخت، حمل و نقل و ذخیره‌سازی و دفع. در ۲۶ ژانویه ۲۰۱۲، کمیسیون گزارش نهایی خود را به وزیر انرژی استیون چو ارسال کرد. در گزارش نهایی زیرمجموعه دفع، کمیسیون توصیه‌هایی را برای یک سایت خاص صادر نمی‌کند بلکه یک توصیه جامع برای استراتژی‌های دفع ارائه می‌دهد. کمیسیون در طول تحقیق خود از فنلاند، فرانسه، ژاپن، روسیه، سوئد و انگلیس بازدید کرد. کمیسیون در گزارش نهایی خود هفت توصیه برای تدوین استراتژی جامع برای پیگیری ارائه داد:
توصیه شماره ۱
ایالات متحده باید یک برنامه یکپارچه مدیریت زباله‌های هسته ای را اتخاذ کند که منجر به توسعه به موقع یک یا چند مرکز زمین‌شناسی عمیق دائمی برای دفع ایمن سوخت مصرف شده و ضایعات هسته ای سطح بالا شود.
توصیه شماره ۲
یک سازمان جدید و یک منظوره جدید برای تهیه و اجرای یک برنامه متمرکز و یکپارچه برای حمل و نقل، ذخیره‌سازی و دفع زباله‌های هسته ای در ایالات متحده مورد نیاز است.
توصیه شماره ۳
دسترسی مطمئن به تعادل در صندوق پسماندهای هسته ای و درآمد حاصل از پرداخت سالانه هزینه پسماندهای هسته ای از سوی پرداخت کنندگان برنامه‌های کاربردی کاملاً ضروری است و باید در اختیار سازمان جدید مدیریت پسماندهای هسته ای قرار گیرد.
توصیه شماره ۴
برای آینده و توسعه تأسیسات زباله‌های هسته ای در ایالات متحده در آینده نیاز به رویکرد جدیدی است. ما معتقدیم که اگر این موارد باشد:
- تطبیقی — به این معنا که خود فرایند انعطاف‌پذیر است و تصمیماتی را تولید می‌کند که پاسخگوی اطلاعات جدید و تحولات جدید فنی، اجتماعی یا سیاسی باشد.
- مرحله بندی شده - به این معنا که تصمیمات کلیدی به جای اینکه از قبل از پیش تعیین شده باشد، در طول مسیر مورد بازنگری و اصلاح قرار می‌گیرند.
- مبتنی بر رضایت - به این معنا که جوامع تحت تأثیر فرصتی برای تصمیم‌گیری در مورد پذیرش تصمیمات مربوط به تأسیس و تأمین کنترل محلی مهمی دارند.
- شفاف - به این معنا که همه ذینفعان فرصتی برای درک تصمیمات کلیدی و درگیر شدن در روند با روشی معنی دار دارند.
- استانداردها و دانش مبتنی بر — به این معنا که مردم می‌توانند اطمینان داشته باشند که همه امکانات از استانداردهای سختگیرانه، عینی، و به‌طور مداوم استفاده شده از ایمنی و حفاظت از محیط زیست استفاده می‌کنند.
- تحت توافق‌نامه‌های مشارکت یا توافق‌نامه‌های قابل اجرا توسط دولت میزبان، قبایل و جوامع محلی اداره می‌شود.[۱۰۹]

توصیه شماره ۵
تقسیم فعلی مسئولیت‌های نظارتی برای عملکرد طولانی مدت مخزن بین NRC و EPA مناسب است و باید ادامه یابد. دو آژانس باید استانداردهای ایمنی مستقل و جدید در سایت را در یک فرایند مشترک بطور رسمی هماهنگ ایجاد کنند که به‌طور فعال از تمام حوزه‌های انتخابیه مربوطه درگیر و درخواست کند.
توصیه شماره ۶
نقش‌ها، مسئولیت‌ها و مقامات دولت‌های محلی، ایالتی و قبیله ای (با توجه به محل استقرار تسهیلات و سایر جنبه‌های دفع زباله‌های هسته ای) باید یک عنصر مذاکره بین دولت فدرال و سایر واحدهای تحت تأثیر دولت در ایجاد یک محل دفع علاوه بر توافق‌نامه‌های الزام‌آور قانونی، همان‌طور که در توصیه شماره ۴ بحث شده‌است، تمام سطوح تحت تأثیر دولت (محلی، ایالتی، قبیله ای و غیره) باید حداقل در کلیه تصمیمات مهم دیگر نقش مشاوره ای معنی دار داشته باشند. علاوه بر این، ایالت‌ها و قبیله‌ها باید اختیارات خود را نسبت به جنبه‌های مقررات، مجوزها و عملیات‌هایی که نظارت از زیر سطح فدرال امکان‌پذیر است به‌طور مؤثر و به شکلی که در حفاظت از منافع و دستیابی به آنها مفید باشد، اختیارات خود را حفظ یا در صورت لزوم به آنها واگذار نمایند. اعتماد به نفس جوامع و شهروندان آسیب دیده.
توصیه شماره ۷
 هیئت بررسی فنی پسماندهای هسته ای باید به عنوان منبع ارزشمند مشاوره و بررسی فنی مستقل حفظ شود.